# Művészi adaptáció

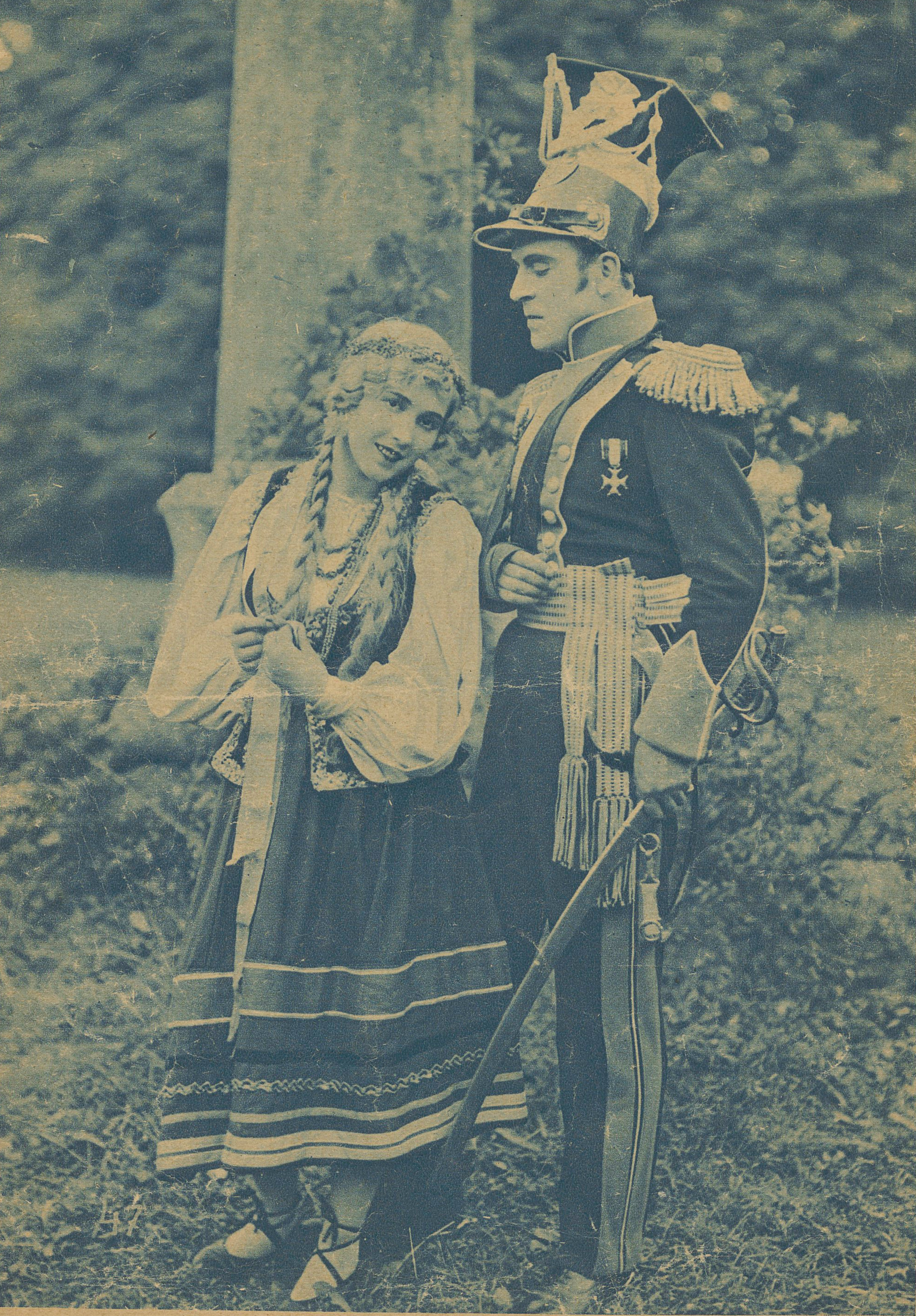
A Pan Tadeusz filmadaptációja

A művészi adaptáció egy művészeti alkotói munka végterméke. Folyamata (az adaptáció a latin 'adaptatio' – 'alkalmazás' szóból) a kultúrában befogadást jelenti, vagyis egy kultúrelemnek más kultúrelemekhez vagy egy kultúrkomplexushoz való alkalmazkodása; az elfogadott kulturális elemek beépítése a befogadók saját öröklött kultúrájának megfelelő részével harmonikus egységben, vagy akár az ellentétes viselkedés (negatív adaptáció) megtartásával is, amely azonban elsimul a mindennapi használat specifikus helyzetei szerint.

## Adaptáció az irodalomban
Valamely mű szabad átdolgozása, fordítása. A fogalom elsősorban irodalmi alkotások esetében használatos. A 19. század közepéig a külföldi irodalmi alkotások fordítása helyett általában az adaptáció volt szokásos. Gyakori eljárás volt, hogy a szereplők neveit hazai nevekkel cserélték fel, vagy a cselekmény színhelyének megváltoztatása után saját eredeti alkotásként bocsátották közre a művet.
A 16. század végéig csaknem valamennyi magyar nyelvű irodalmi mű egy idegen nyelven született alkotás fordítása, vagy adaptációja volt. Ezt, a hazánkban a 18. században már igen népszerű fordítástechnikát a modern fordításelmélet pragmatikai adaptációként említi. Egyik első alkalmazója Bornemisza Péter (Szophoklész Élektrájával), de többek között Kazinczy fordítói gyakorlatában is felfedezhető (noha ő a „szoros fordítás” hívei közé tartozott, ami követelménye azon alapul, hogy az alkotó a legfontosabb, a fordító csak az ő tolmácsa, míg a szabad fordítás (az adaptáció) koncepciója azon, hogy az olvasó és a hatás a fontosabb).

### Jelnyelvi adaptáció
A világirodalmi művek jelnyelvi adaptálása, a kulturális ismeretekhez való hozzáférés megkönnyítése jelnyelven. A siket emberek egy egyedülálló nyelvi kultúra tagjai – a Jelnyelvi kultúra használói. Szintaxis és nyelvtan tekintetében a jelnyelv világosan különbözik a hangzó és az írott nyelvtől. Ezért sokkal nehezebb a siket embertársainknak az olvasás és az írás.

## Filmes adaptáció[5]
A film történetének kezdetei óta szívesen vesznek ötleteket a filmesek irodalmi művekből, de ezek csak egyes ötletek, jelenetek filmre vitelei voltak, még nem nevezhetők valódi „filmes adaptációnak”. Már Méliès is merít az irodalomból: készített „filmváltozatot” például a Hamletből és a Képzelt betegből. Jelentőségük ezeknek azért volt, mert ekkor még nem léteztek forgatókönyvírók, minden részletet az operatőr-rendezőnek (később filmrendezőnek) kellett kitalálni. Az irodalmi alapanyag sajátos módon a forgatókönyvet (vagy inkább a szinopszist) helyettesítette, ráadásul az ismert történet (ahogy ma is) becsalogatta a nézőt a moziba. Ezeknek a korai adaptációknak volt azonban egy olyan előnyük is, ami ma már nem játszik szerepet: mivel a néző jól ismerte a történetet, a filmesnek nem kellett hosszú időt elfecsérelni a szereplők, helyszínek és szituációk bemutatására, elég volt azokat felvázolni, sőt akár el is hagyták ezeket az elemeket. Jó példa erre Krisztus élete, melynek bármely részletét be lehetett mutatni és epizódjait tetszőlegesen variálni aszerint, hogy rövidebb, hosszabb, vidám, felemelő, vagy tragikus történetet akartak megjeleníteni, sőt azt még a bemutató vándormozis is kedvére alakíthatta.
Az 1910-es években már olyan filmgyártókkal, rendezőkkel is találkozunk, akiknek az irodalom nem puszta ötletforrás, hanem művészet, és az egyes irodalmi műalkotásokat már eredeti színvonalukhoz (művészi státusukhoz) hűen szeretnék interpretálni. A legtipikusabb ilyen próbálkozás a francia Film d'Art cégé, pl. a Macbethből, a Kaméliás hölgyből készített adaptációk; a Pathénak dolgozó Albert Capellani 1909-ben filmre viszi Zola Patkányfogóját… stb. Az 1910-es évek végére már szerte a világon divat irodalmi klasszikusok megfilmesítése. Minden nemzet előszeretettel fordul saját irodalmi kincstárához, így nálunk Jókaitól a Mire megvénülünket ifj. Uher Ödön, az Arany embert Korda Sándor, Katona Bánk bánját Kertész Mihály viszi filmre. Bár ezek a művek még mindig nem tekinthetők a mai szemmel, a mai igényességgel vett, a műhöz hű adaptációnak: a történet inkább epizódok laza füzéreként jelentek meg és a szereplők bonyolultabb érzelmeinek kifejezésére nem voltak alkalmasak, a mű mélyebb összefüggéseit, esetleges szimbolikus motívumait, tartalmát teljesen figyelmen kívül hagyták. Ám ez részben a filmnyelv kiforratlanságából, részben a némafilm sajátos elbeszélési módjából következik.
Az adaptációnak – figyelemmel az egyik legfontosabb kritériumára, az alapműhöz való hűségre – több (különböző szemiotikai és narratológiai elméletek alapján megkülönböztetett) rétege van és álláspontunktól függ, melyiket tekintjük fontosabbnak, magasabb rendűnek. Ezek Brian McFarlane alapján: a történések kronológiája (a „sztori”) és azok megjelenítése. Az angol, szigorúbb terminológia értelmében csak az utóbbi réteg átalakítását tekinti adaptációnak, vagyis valamilyen új közegbe, másfajta kifejezőnyelvbe való átalakításnak. E mellett Bordwell felosztása szerint az elbeszélés három rétege: a fabula (a cselekményt alkotó események olyan kronologikus, oksági láncolata, mely a befogadás során a néző fejében alakul ki – könnyen adaptálható), a szüzsé (az alkotóelemek, a történet eseményei és a tényállások elrendezése; ill. a fabula adott médiumban megvalósuló elrendezése és megjelenítése – egyes elemei könnyen adaptálhatóak, másokat a filmes médium sajátosságai szerint „átírnak") és stílus (alkotóelemeket, adott irodalmi vagy filmes megoldásokat mozgósít az elrendezés alapelvei szerint – mindig az adott médiumhoz kötődik, ezért adaptálhatatlan, bizonyos stílusokat (pl. líraiság, irónia stb.) ezeknek a film médiumában kialakult megfelelőivel lehet érzékeltetni, sosem közvetlen „transzponálással").

### A filmes adaptáció típusai
Ezeknek különböző elnevezései, csoportosításai lehetségesek, pl.:
- Transzpozíció (olyan adaptáció, amely a cselekményfelépítés terén is pontosan követi az eredeti művet, pl. Ranódy László Kosztolányi-adaptációi vagy James Ivorytól a Szoba kilátással)
- Szabad adaptáció (amely oly módon akar hű maradni az eredeti szöveg intenciójához, hogy ennek érdekében szerkezeti változtatásokat is hoz, bizonyos elemeket, motívumokat akár teljesen újakkal is helyettesíthet, ha azzal hasonló hatást ér el, pl. Tony Richardson Tom Jonesa)
- Egyéni interpretáció (amely tudatosan eltér az eredeti műtől, de amit felhasznál belőle, az alkotja a film fő vonulatát, pl. Stanley Kubrick Ragyogása)
- Kölcsönzés, amely csak ürügynek, ötletbányának használja az eredeti művet, és semmilyen rétegét nem célja pontosan visszaadni (pl. Hitchcock ötletkölcsönzése különböző irodalmi művekből)

Közös elemük: mindegyik valamilyen interpretációját adja az eredeti irodalmi műnek, az egyes kategóriák között csak az a különbség, mennyire tér el tudatosan az eredeti műtől, vagy mennyire akar „hű” maradni ahhoz (emiatt az egyes kategóriákat nehéz élesen elhatárolni egymástól).

## Zene
Egy valamilyen kottában már meglévő zenének a leírttól eltérő előadó-apparátusra való alkalmazása; ill. amikor a zenész, zeneszerző egy már létező, többé-kevésbé ismert számot átdolgoz (megváltoztatja a hangszerelést vagy a ritmust, technikai effektusokat ad hozzá). A rockzenében ilyen célokra általában a klasszikus zene ismert darabjait használják. A nosztalgia és retró divatja nagy mértékben növeli az adaptációk számát. Alkalmazzák még egy-egy zeneszám, lemezanyag vagy koncertrepertoár átdolgozására is más közönség, körülmény, ország stb. számára.
Az „adaptáció”-t egyesek összetévesztik az „adoptáció”-val. Így alakult ki a dalszerzésnek az a módja, amikor egy „zeneszerző” úgy dolgozza át (adaptálja) valakinek a művét, hogy azt örökbe fogadja, magáénak mondja (adoptálja).

### Átirat (Arrangement)
Egy zeneszám átírása más hangszerekre, hangszerelése. Valamely zenei anyag, téma vagy dallam feldolgozása, zenekari játékra való alkalmazása, vagy átültetése, zenekari előadásához a harmóniák és a szólamok átdolgozása.
A leglazább keret- vagy head arrangement a kis létszámú dzsessz-együttes a legkidolgozottabb, partitúraszerű pedig a big band jellemzője.

### Adaptálódás
Az érzékszervek alkalmazkodása a környezethez. Ilyen, amikor azonos intenzitású hangzást a környezettől függően különbözőképpen (halknak vagy hangosnak) érzékelünk. (Pl.: másképp hallja a zenét a közönség, mint az együttes a színpadon, vagy a dj a pult mögött.)

### Adapterrel
Valamely műszaki készülék alkalmazhatóságának megváltoztatása, átalakítása, vagy különböző műszaki-, illetve hangrendszerek egymáshoz illesztése.

## Képzőművészet
A díszítésre a népi-paraszti életforma is törekszik a maga szférájában, míg ennek elemi igénye a városlakó polgári (nemesi-értelmiségi) rétegekben is mélyen gyökerezik. Ám az ehhez szükséges elemeket e rétegek nem pusztán önnön realitásaikból, hanem az adott korszak létező, hatékony kultúrájából merítik, ezeket adaptálják életkörülményeikhez, szellemi igényeikhez. A képző-, de kiváltképpen az iparművészetben ez az adaptáció talán könnyebben tettenérhető. Az adaptáció legfontosabb szempontja, hogy a díszítmény továbbra is tartsa meg sajátos jellegét, alkalmazkodjon a technikai átültetéshez, olvadjon bele a táj vagy a közösség hagyományvilágába.

## Különböző művészeti ágak között
Valamely művészeti ágban készült alkotás átdolgozása egy másik művészeti ág eszközeivel. Ilyen pl. egy vers megzenésítése, egy dráma színrevitele, vagy egy musical megfilmesítése stb.